# رامون لوبيز إريزاري
رامون لوبيز إريزاري (بالإنجليزية: Ramón López Irizarry)‏ هو عالم أمريكي، ولد في 25 يوليو 1897 في كابو روخو في الولايات المتحدة، وتوفي في 8 أكتوبر 1982 في سان خوان في الولايات المتحدة.